# Centrala dogmen

Centrala dogmen i bild.

Den centrala dogmen inom molekylärbiologin innebär att den genetiska informationen överförs från DNA via RNA till protein. De virus som enbart har RNA och inget DNA var tidigt kända, men även hos dem vandrar informationen åt rätt håll enligt dogmen, från RNA till protein.
Dogmen miste något av sin enkla slagkraft när omvänd transkription upptäcktes som retrovirus såsom HIV. Information kan faktiskt överföras från RNA till DNA. Inget exempel på informationsöverföring från protein till någon av nukleinsyrorna är känt. De sjukdomsframkallande prionerna, proteiner som påverkar andra proteiners form, kan dock indirekt ses som en informationsöverföring från protein till protein, då felveckade protein påverkar veckningen av återföljande proteiner.